# Бубнище
Бубнище (укр. Бубнище) — село в Болеховской городской общине Калушского района Ивано-Франковской области Украины.
Население по данным 2019 года составляло 446 человек. Почтовый индекс — 77221. Телефонный код — 03437.
В окрестностях села находится скально-пещерный комплекс Скалы Довбуша — памятник истории и природы послеледникового периода.